# Massacre de Missong
Le massacre de Missong a lieu le 1er juin 2022 lors de la crise anglophone au Cameroun.

## Contexte
Les régions du Nord-Ouest et du Sud-Ouest, peuplées principalement par la minorité anglophone du Cameroun, sont le théâtre d'un conflit entre des groupes armés séparatistes et des forces de sécurité massivement déployées, un conflit qui a fait plus de 6 000 morts depuis fin 2016 et forcé à se déplacer plus d'un million de personnes, selon l'ONG International Crisis Group (ICG). Les rebelles séparatistes comme les militaires et les policiers sont régulièrement accusés par l'ONU et les ONG internationales de crimes contre les civils.

## Déroulement
Selon le ministère de la Défense, quatre soldats recherchaient un des leurs porté disparu quand ils ont fait face à « un groupe de villageois survoltés », à Missong, un hameau de la région du Nord-Ouest. Ils tirent « dans une réaction inappropriée, inadaptée à la circonstance et manifestement disproportionnée » et tuent quatre femmes, quatre hommes et une fillette de 18 mois.

## Réaction et suites judiciaires
Le 7 juin 2022, Cyrille Serge Atonfack Guemo, le porte-parole de l’armée, reconnaît dans un communiqué la responsabilité de l’armée dans le massacre, le qualifiant de « malheureux incident » et de « méprise ». Il précise que quatre soldats ont été arrêtés et qu'une enquête avait été ouverte. Il présente également ses condoléances aux familles des victimes.